# Event Horizon
『Event Horizon』（イベントホライズン）は、ももいろクローバーZの23枚目のシングルである。2025年7月23日にEVIL LINE RECORDSから発売された。

## 概要
ももいろクローバーZのシングルとして『Event Horizon』は前作『レナセールセレナーデ』以来約1年ぶりのシングルリリースとなる。当初は、2025年7月2日にリリース予定だったが制作の都合上延期された。
表題曲「Event Horizon」はアーケードカードゲーム『機動戦士ガンダム アーセナルベース FORSQUAD』の主題歌に使用された。
発売初日の2025年7月22日付オリコンデイリーシングルランキング10位、2025年7月26日付オリコンデイリーシングルランキングでは初週最高位7位を獲得した。
2025年8月4日付オリコン週間シングルランキングでは9,210枚より10位、同日付オリコン週間合算シングルランキングでは10,405PTより43位となった。また、2025年7月30日公開のBillboard JAPAN Top Singles Salesで全国推定売上枚数 9,894枚により10位、同日公開のBillboard JAPAN Hot 100で100位を獲得した。

## 販売形態
CDシングルは「初回限定盤」と「通常盤」の2形態で2025年7月23日に発売された。また、同日に配信シングル『Event Horizon』も配信開始された。配信シングルにはCDシングルには含まれていない「Cosmic Commotion（Sped Up ver.）」が収録されている。

### 初回限定盤
品番：KIZM-90823
　CD
1. Event Horizon
  - 作詞：藤林聖子  / 作曲：haruka・齋藤大輝 / 編曲：DJ Mass MAD Izm*・B36（LEONAIR）
2. Cosmic Commotion
  - 作詞：ウ山あまね  / 作曲・編曲：PAS TASTA
3. Event Horizon（GAB edition） - アーケードゲーム『機動戦士ガンダム アーセナルベース FORSQUAD』（MOBILE SUIT GUNDAM ARSENAL BASE FORSQUAD）内で流れるエディション
4. Event Horizon（off vocal ver.）
5. Cosmic Commotion（off vocal ver.）

　Blu-ray
- 「Event Horizon」MUSIC VIDEO」
- 「Event Horizon」MUSIC VIDEO メイキング映像」

### 通常盤
品番：KICM-2166
　CD
1. Event Horizon
2. Cosmic Commotion
3. 可視光線
  - 作詞・作曲：小林私  / 編曲：村山☆潤
4. Event Horizon（off vocal ver.）
5. Cosmic Commotion（off vocal ver.）
6. 可視光線（off vocal ver.）

### 配信シングル
品番：NOPA-7599
1. Event Horizon
2. Cosmic Commotion
3. 可視光線
4. Event Horizon（GAB edition）
5. Cosmic Commotion（Sped Up ver.）

### 配信限定シングル
Event Horizon（品番：NOPA-7600）
2025年5月28日に「Event Horizon」単曲のみの先行配信がされた。
1. Event Horizon

Cosmic Commotion（品番：NOPA-7852）
2025年7月16日に「Cosmic Commotion」が先行配信された。リリースの事前告知がなくゲリラ的に配信開始された。
1. Cosmic Commotion
2. Event Horizon

## タイアップ
| 楽曲              | 内容                                                                               | 備考   |
| ----------------- | ---------------------------------------------------------------------------------- | ------ |
| 「Event Horizon」 | ガンダムアーケードカードゲーム『機動戦士ガンダム アーセナルベース FORSQUAD』主題歌 | [ 17 ] |

## テレビ出演
| 楽曲              | 番組                                           | 放送日       | 備考                                         |
| ----------------- | ---------------------------------------------- | ------------ | -------------------------------------------- |
| 「Event Horizon」 | 『週刊ナイナイミュージック』（フジテレビ系列） | 2025年7月2日 | 週刊ナイナイミュージックプレゼンツ FNS後夜祭 |
| 「Event Horizon」 | 『うたコン』（NHK総合）                        | 2025年7月8日 | [ 19 ]                                       |